# İzzet Safer
İzzet Safer (né le 10 juillet 1990 à Mersin) est un athlète turc, spécialiste du sprint et du relais.

## Carrière
Ses meilleurs temps ont été réalisés à Belgrade le 28 mai 2011 :
- sur 100 m : 10 s 37, alors record national,
- sur 200 m : 20 s 96.

Le 2 juillet 2011, son plus grand exploit est d'avoir fait franchir la ligne d'arrivée au témoin du relais 4 × 100 m turc pour remporter la médaille d'or lors des Championnats des Balkans à Sliven en battant le record national en 39 s 81. Le reste de l'équipe était composé de Serdar Tamaç, Sezai Özkaya et Hakan Karacaoğlu. Le 4 juin 2016, il porte le record national à 38 s 69 à Šamorín, avec ses coéquipiers Emre Zafer Barnes, Jak Ali Harvey et Ramil Guliyev. La même équipe de relais réalise ensuite 38 s 31 le 12 juin à Erzurum, puis 38 s 76 sous la pluie le 16 juin à Stockholm. Le 18 août 2016, en demi-finale des Jeux olympiques à Rio, le relais turc composé de İzzet Safer, Jak Ali Harvey, Emre Zafer Barnes et Ramil Guliyev bat à nouveau le record national en 38 s 30, sans réussir à se qualifier pour la finale.
Il a par ailleurs participé aux Championnats d'Europe à Barcelone, aux Mondiaux juniors à Bydgoszcz sur 100 et 200 m. Il a été demi-finaliste lors des championnats du monde jeunesse à Ostrava en 2007.

## Palmarès
| Date | Compétition                     | Lieu     | Résultat | Épreuve   | Temps   |
| ---- | ------------------------------- | -------- | -------- | --------- | ------- |
| 2013 | Jeux méditerranéens             | Mersin   | 3e       | 4 x 100 m | 40 s 82 |
| 2014 | Championnats des Balkans        | Pitești  | 3e       | 100 m     | 10 s 42 |
| 2014 | Championnats des Balkans        | Pitești  | 2e       | 200 m     | 51 s 53 |
| 2015 | Championnats des Balkans        | Pitești  | 3e       | 200 m     | 21 s 34 |
| 2015 | Championnats des Balkans        | Pitești  | 1er      | 4 x 100 m | 39 s 35 |
| 2016 | Championnats des Balkans        | Pitești  | 2e       | 200 m     | 21 s 16 |
| 2017 | Jeux de la solidarité islamique | Bakou    | 2e       | 4 x 100 m | 39 s 56 |
| 2019 | Relais mondiaux                 | Yokohama | 7e       | 4 x 100 m | 39 s 13 |